# James Buchanan Duke
Pour les articles homonymes, voir Duke.
James Buchanan Duke (23 décembre 1856 – 10 octobre 1925) était un industriel américain de la cigarette et de la production d'électricité.

## Biographie
Né près de Durham en Caroline du Nord, son père, Washington Duke (1820-1905), possédait une compagnie de tabac que James B. Duke et son frère Benjamin Newton Duke (1855-1929) reprirent dans les années 1880. Connu par son surnom de "Buck", en 1885, James Buchanan Duke acquit une licence avantageuse d'utilisation de la première machine automatique à fabriquer des cigarettes (inventée par James Albert Bonsack), et en 1890, Duke contrôlait 40 % du marché américain de la cigarette (alors connue sous le nom de tabac pré-roulé). Cette année-là, Duke prit le contrôle de ses quatre grands concurrents sous une seule entité commerciale, l'American Tobacco Company. Duke utilisa alors son monopole sur le marché américain de la cigarette pour engager des prix prédateurs sur les marchés du tabac restant en Amérique : tabac à priser ou à mâcher et tabac en vrac.
Dans les années 1900, il conclut un accord avec ses concurrents anglais pour diviser le marché, Duke contrôlant le marché américain, les compagnies anglaises contrôlant le marché dans les territoires britanniques, et une troisième — association entre ces parties, la British-American Tobacco Company — contrôlant la vente de tabac pour le reste du monde. Durant ce temps, Duke fut traîné en procès à de nombreuses reprises par ses partenaires commerciaux et par les actionnaires qui affirmaient qu'il s'était engagé dans des affaires illégales. En 1906, l'American Tobacco Company fut reconnue coupable de violations de la loi antitrust, et fut forcée à se diviser en trois compagnies distinctes : l'American Tobacco Company, Ligget and Myers, et la P. Lorillard Company.
Duke se maria deux fois, la première en 1904 à Lillian Fletcher McCredy, mais ils divorcèrent en 1906 sans avoir d'enfant. Il se remaria en 1907 à Nanaline Holt Inman de laquelle il eut son seul enfant, une fille Doris.
En 1892, les Duke avaient ouvert leur première entreprise textile à Durham, qui était gérée par Benjamin Duke. À la fin du siècle, Buck Duke organisa l'American Development Company pour acquérir des terrains et des droits à l'eau sur la rivière Catawba. En 1904, il fonda la Catawba Power Company et l'année suivante, lui et son frère fondèrent la Southern Power Company qui a été renommée en Duke Power, une des sociétés composant the Duke Energy, Inc. conglomerate. L'entreprise fournissait du courant électrique à la fabrique textile Duke, et en deux decennies, Leurs installations de génération électrique s'étaient énormément étendues et elles fournissaient l'électricité à plus de 300 filatures de coton et d'autres sociétés industrielles. Duke Power a établi un réseau électrique qui fournissait des villes dans le Piedmont de Caroline du Nord et du Sud.
En 1911, la Cour suprême des États-Unis confirme un ordre cassant le monopole de l'American Tobacco Company. La compagnie fut alors divisée en plusieurs plus petites entreprises, seule la British-American Tobacco Company restant en possession de Duke. Néanmoins, Duke continua à agir de concert avec les autres compagnies pour maintenir des prix du tabac élevés jusqu'à sa mort en 1925.

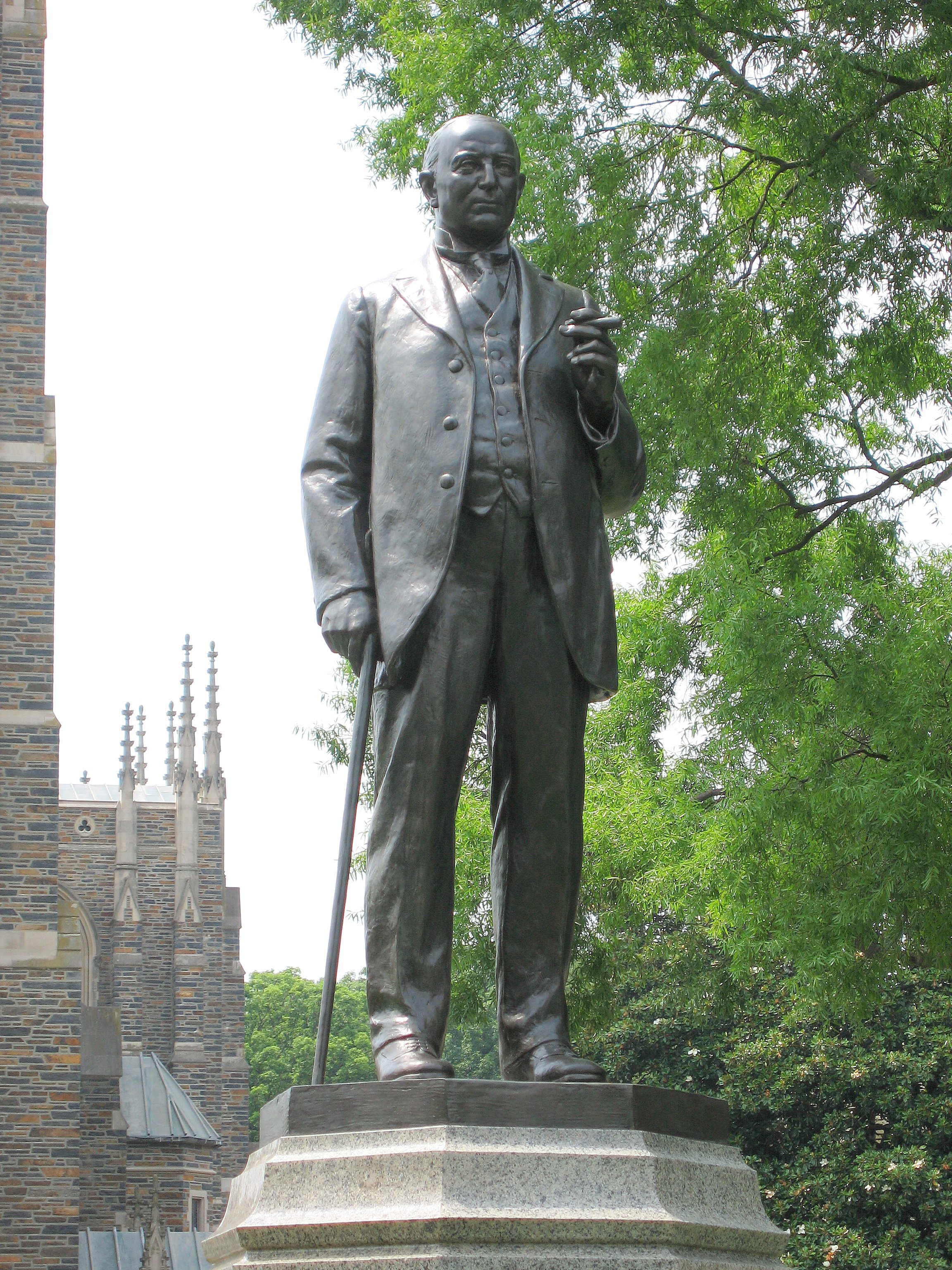
Statue de James Buchanan Duke

Ensuite, en juin 1913 il crée la Québec Development Company pour exploiter le potentiel hydroélectrique de la rivière Grande Décharge, principal affluent du Lac Saint-Jean. Après un voyage dans la région en juin 1915, il achète les droits d'exploitation sur la rivière en vue de la construction d'une centrale hydroélectrique. Puis dans les années 1920, il s'associe à Sir William Price III qui s'engage à acheter une partie de l'énergie produite pour alimenter la papeterie Riverbend qu'il construira à proximité. La compagnie devient alors la Duke-Price Company. Les travaux de construction de la centrale hydroélectrique d'Isle-Maligne débutent en janvier 1923. Cette centrale était la plus puissante du genre au monde lors de sa construction. C'est lors de cette construction qu'il y eut la plus grosse explosion au Canada, du moins à l'époque. Terminée en 1926, elle appartient aujourd'hui à la compagnie Alcan.
En décembre 1924, Duke fonda l'Université Duke avec 40 millions de dollars (l'équivalent de 430 millions de dollars actuels), lui donnant le nom de son père. À sa mort, il laissa environ la moitié de sa fortune à la Fondation Duke qui fit don de 67 millions de dollars (725 millions de dollars actuels) à l'université. Le reste de sa fortune, estimé à environ 100 millions de dollars (presque un milliard de dollars actuels), alla à sa fille de douze ans, Doris Duke.
James Buchanan Duke est inhumé dans la crypte de la chapelle de l'Université de Duke.